# Iveta Mukuchyan

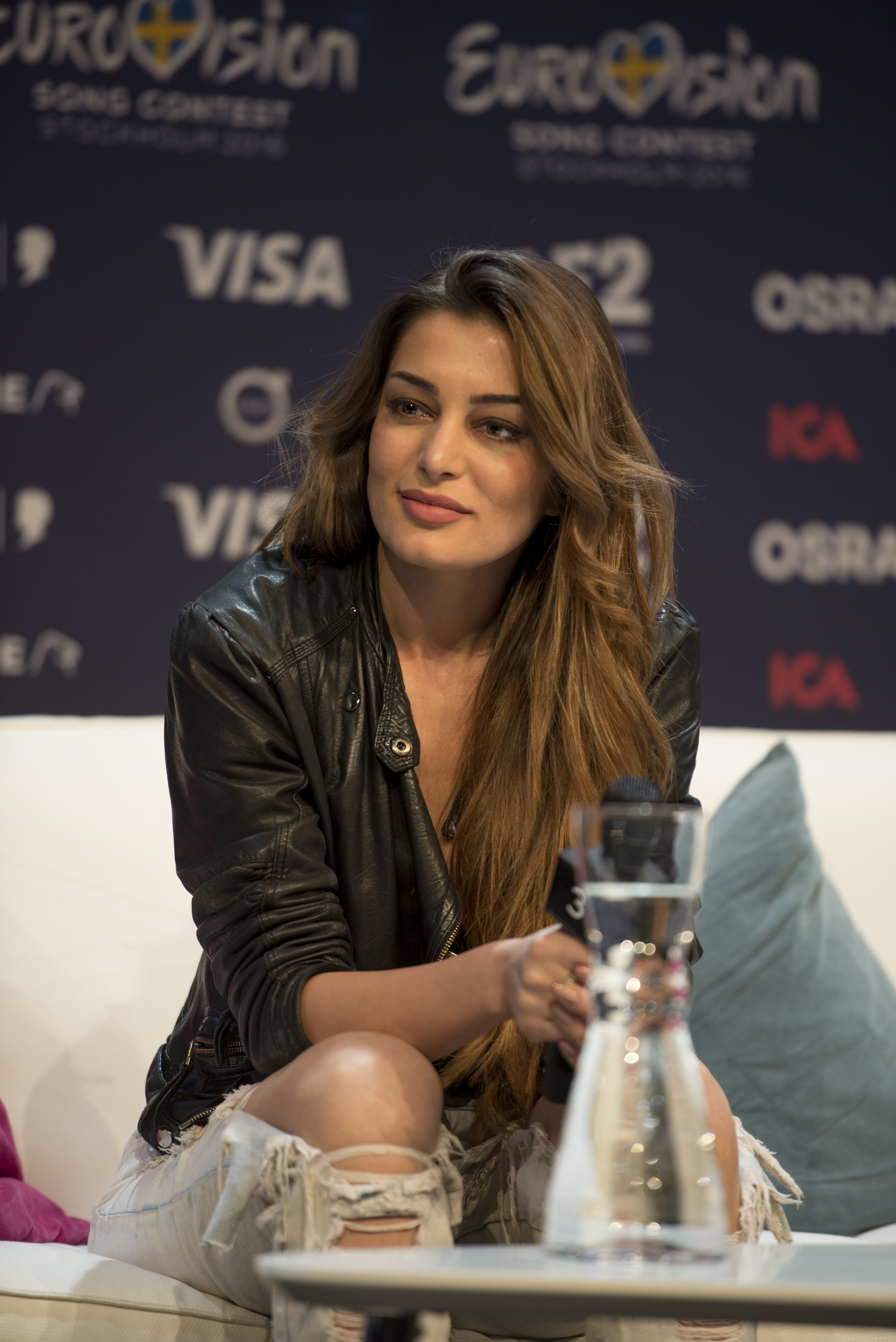
Iveta Mukuchyan (2016)

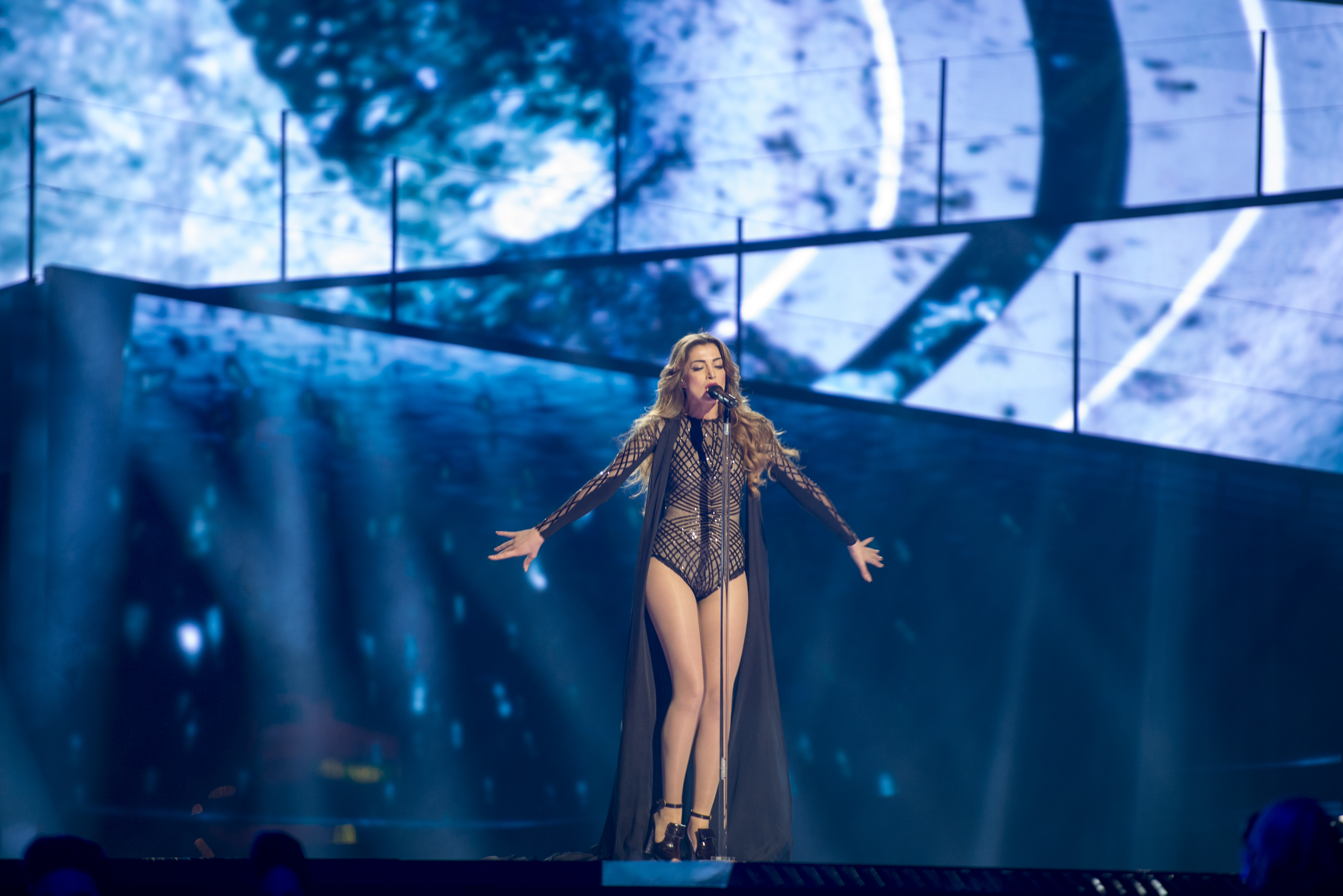
Iveta beim Eurovision Song Contest 2016 in Stockholm

Iveta Mukuchyan (armenisch Իվետա Մուկուչյան, * 14. Oktober 1986 in Jerewan, Armenische SSR, UdSSR) ist eine armenische Sängerin.

## Leben und Karriere
Iveta Mukuchyan lebte in Jerewan und ging dort in den Kindergarten, bis die Familie 1992 nach Deutschland zog. Dort ging sie unter anderem von 1998 bis 2006 auf die katholische Sankt-Ansgar-Schule in Hamburg. Sie kehrte 2009 auf den Rat ihrer Eltern hin trotz aller Widrigkeiten nach Armenien zurück, wo sie am Staatlichen Konservatorium in Jerewan Jazz-Gesang studierte.

### 2009–14:Hay Superstar&The Voice of Germany
Im Jahre 2010 nahm sie an Hay Superstar, dem armenischen Pendant zu Deutschland sucht den Superstar, teil und wurde Fünfte. 2012 kehrte sie nach Deutschland zurück und nahm an der zweiten Staffel von The Voice of Germany teil. Dort sang sie in den „Blind Auditions“ Loreens Euphoria, wonach Xavier Naidoo ihr Coach wurde. In der „Battle Round“ sang sie mit zwei anderen Kandidaten das Lied Many Rivers to Cross von Jimmy Cliff, worauf sie eine von Naidoos acht Liveshow-Teilnehmern wurde. In der ersten Liveshow unterlag sie einer anderen Kandidatin sehr knapp.
Im Dezember 2012 wurde sie zur sexiesten Armenierin im Magazin El Style gewählt. Im selben Jahr sang sie auf der Single Freak des Produzenten Lazarro, die in den armenischen Medien große Reaktionen auslöste.

### 2015–16: Eurovision Song Contest
Mit dem Song LoveWave, geschrieben von Stephanie Crutchfield, Lilith Nawasardjan und Lewon Nawasardjan, vertrat sie ihr Heimatland Armenien beim Eurovision Song Contest 2016 in Stockholm und konnte sich mit Platz 2 im ersten Halbfinale für das Finale qualifizieren. Im Finale belegte sie Platz 7 mit 249 Punkten.
Im Halbfinale hielt sie die Flagge der umstrittenen Republik Bergkarabach in die Kamera, worauf sie von der Europäischen Rundfunkunion (EBU) verwarnt wurde. Bei einem erneuten Verstoß wäre Armenien disqualifiziert worden.

## Diskografie

### Alben
- 2017: Armenian Folk

### EPs
- 2016: IvaVerse

### Singles
- 2012: Right Way to Love
- 2015: Ari Yar
- 2015: Simple Like a Flower
- 2016: LoveWave
- 2016: Amena
- 2017: Hayastan Jan
- 2017: Depi Nor Irakanutyun
- 2018: Siraharvelem Qez
- 2018: Hayastani Axjikner
- 2019: Stver
- 2019: Hayastan
- 2019: Im Anush Hayastan
- 2020: Bambasanq
- 2020: Mi Tokos Ser

### Gastbeiträge
- 2013: Freak(Lazzaro feat. Iveta Mukuchyan)
- 2014: Summer Rain (Lazzaro feat. Iveta Mukuchyan)
- 2014: I’m Falling (Serjo feat. Iveta Mukuchyan)
- 2017: Dashterov (Aram Mp3 featuring Iveta Mukuchyan)
- 2017: De Jpta (Aram Mp3 feat. Various)